# Sophie Hyde
Sophie Hyde (...) è una regista, scrittrice e produttrice cinematografica australiana.

## Biografia
Nel 2005, Hyde è ritornata ad Adelaide, dove ha rincontrato un conoscente del college, il montatore e direttore della fotografia Bryan Mason. Hanno iniziato un rapporto personale e professionale, fondando una nuova compagnia cinematografica nel 2004, la Closer Productions. Hanno una figlia di nome Audrey.
Nota soprattutto per il suo pluripremiato film d'esordio, 52 Tuesdays, girato ad Adelaide nel 2013, film con il quale ha ottenuto molti riconoscimenti, tra cui il World Cinema Dramatic Directing Award al Sundance del 2014 e un Orso di cristallo al Festival internazionale del cinema di Berlino, e per la commedia drammatica Animals, Hyde realizza diversi film documentari, tra cui Life in Movement (2011). Il film è incentrato sulla biografia della ballerina e coreografa Tanja Liedtke, e delle serie televisive, come The Hunting. Il suo ultimo film Il piacere è tutto mio, interpretato da Emma Thompson, è stato presentato in anteprima al Sundance Film Festival il 23 gennaio 2022 ed è stato rilasciato su Hulu e nei cinema britannici ed australiani; tuttavia, il piacere è tutto mio non è stato prodotto dalla Closer Production.

## Filmografia

### Regista

#### Cortometraggi
- Ok, Let's Talk About Me (2005)
- The Road to Wallaroo (2006)
- My Last Ten Hours with you (2007)
- Necessary Games (2009)
- Elephantiasis (2010)

#### Lungometraggi
- Life in Movement (2011)
- 52 Tuesdays (2014)
- Animals (2019)
- Il piacere è tutto mio (Good Luck To You, Leo Grande, 2022)
- Jimpa - La casa degli affetti (Jimpa, 2025)

#### Televisione
- Fucking Adelaide (2017) - miniserie TV commedia drammatica per ABC TV.[7]
- The Hunting (2019) - miniserie drammatica in quattro parti trasmessa su SBS nell'agosto 2019.[8]

### Sceneggiatrice
- 52 Tuesdays (2014)
- Jimpa (2025)

### Produttrice
- Animals (2019)
- Jimpa (2025)